# Rifkrieg (1893)
Der Rifkrieg von 1893, auch Guerra de Margallo nach Juan García Margallo, war ein bewaffneter Konflikt zwischen Spanien und 39 Stämmen des Rifs im nördlichen Marokko. Im Laufe der Zeit wurde auch der Sultan von Marokko, Mulai al-Hassan I., mit einbezogen. Der Konflikt wurde im Oktober 1893 kriegerisch. Am 9. November 1893 erklärte Práxedes Mateo Sagasta für Spanien den Krieg, der durch das Abkommen von Fez 1894 beendet wurde.
Dieser Krieg war der erste von drei Konflikten mit diesem Namen, später folgten der Rifkrieg von 1909 und der Rifkrieg ab 1921. 

## Vorgeschichte
Melilla wurde 1497 von Spanien erobert. Im 19. Jahrhundert begann Spanien, außerhalb der Stadt zu expandieren und in die Infrastruktur und die Industrie zu investieren. Diverse Abkommen zwischen 1859 und 1861 sicherten die spanischen Interessen ab. Obwohl Spanien mit Einwilligung der marokkanischen Regierung vorging, kam es zu Spannungen zwischen der spanischen Armee und den ansässigen Berberstämmen, die den Spaniern, aber auch den Marokkanern feindlich gesinnt waren und über die der Sultan praktisch keine Kontrolle hatte. Überfälle und Piraterie im Rif wurden in der spanischen Presse ausführlich kommentiert und es kam zu zahlreichen spektakulären Übergriffen.
Nachdem 1890 ein spanisches Handelsschiff von Rifpiraten aufgebracht worden war, schickte die spanische Marine das Kanonenboot Isla de Luzon für eine Rettungsmission aus. Die verschleppten Spanier blieben verschwunden und man kam zum Schluss, dass sie wahrscheinlich als Sklaven verkauft wurden.
Im Sommer 1893 kam es zu kleineren Unruhen, und der Gouverneur von Melilla begann mit dem Ausbau der Festungsanlagen der Stadt. Hierbei wurden vor allem neue Redouten in  Peuta de Cabiza und Punta Dolossos errichtet.

## Der Krieg beginnt
Nach einer weiteren Eskalation der Gewalt brach der Krieg am 3. Oktober aus, als 6.000 Rifkrieger, mit Remington-Gewehren bewaffnet, aus den Bergen strömten und die Stadt angriffen, die nur von 400 Mann regulärer Infanterie verteidigt wurde. Die Spanier kämpften den ganzen Tag lang und verloren 21 Mann und beklagten 100 Verwundete. Die Bevölkerung flüchtete sich in die Zitadelle der Stadt. Die Übermacht war jedoch so groß, dass sich auch die regulären Truppen in die Festung zurückziehen mussten.
Da den Angreifern keine schweren Waffen zur Verfügung standen, versuchten sie die Zitadelle im Sturm zu nehmen, wurden aber vom schweren Feuer der spanischen Soldaten mit ihren neuen 7x57 Mausergewehren zurückgeschlagen und verloren ca. 160 Mann. Die Spanier begannen ihre Artillerie einzusetzen und beschossen die Ansammlungen der Stammeskrieger in den Dörfern um die Stadt. Dabei wurde eine Moschee getroffen und die Auseinandersetzung nahm die Form eines Dschihad an.
Die Marokkaner jenseits der Grenze griffen nun ebenfalls gegen die Spanier zu den Waffen und am 5. Oktober hatten sich ca. 12.000 Mann vor der Stadt versammelt. 

### Die Antwort der Spanier
Die Nachricht des Angriffs erweckte das Kriegsfieber in Spanien. Die Regierung mobilisierte das Panzerschiff Numancia sowie zwei Kanonenboote und die Andalusienarmee für den Kampf. Zeitungen und viele Bürger riefen nach Rache um jeden Preis. Die mobilisierten Truppen wurden überall mit feierlichen Zeremonien verabschiedet.
Der Sultan von Marokko erkannte das Recht Spaniens an, deren Besitzungen zu verteidigen. Seine Weigerung, die sich am Aufstand beteiligenden Marokkaner zurückzurufen, ließ die Beziehungen zur spanischen Regierung jedoch auf einen Tiefpunkt gelangen.

### Die Krise
Am 4. Oktober beschoss die Numancia mehrere Dörfer entlang der Küste. Am gleichen Tag traf eine Artillerieeinheit aus Málaga in Melilla ein. Für mehrere Wochen stagnierte die Situation. General Margallo, der Gouverneur von Melilla und Kommandant der spanischen Truppen, erließ ohne Erfolg ein Ultimatum. Auch die vom Sultan von Marokko entsandten Truppen konnten die Lage nicht beruhigen.
Die beiden Forts Camellos und San Lorenzo fielen in die Hände der Aufständischen. Danach verstärkten die Spanier die Befestigungen der Forts Cabrerizas und Rostro Gordo. 
Am 22. Oktober lief das Kanonenboot Conde de Venadito in die Mündung des Río de Oro ein, ankerte dort und eröffnete das Feuer auf die Schützengräben der Rifrebellen. Danach kehrte es unbeschädigt in den Hafen von Melilla zurück.
Die Aufständischen griffen als Antwort am 27. Oktober mit 5000 Mann die Anhöhe von Sidi Guariach an und obwohl sie unter das Feuer der Venadito und der spanischen Artillerie gerieten, gelang es ihnen, General Margallo und General Ortego wieder in die Zitadelle zurückzudrängen.

### Margallos Ausbruch

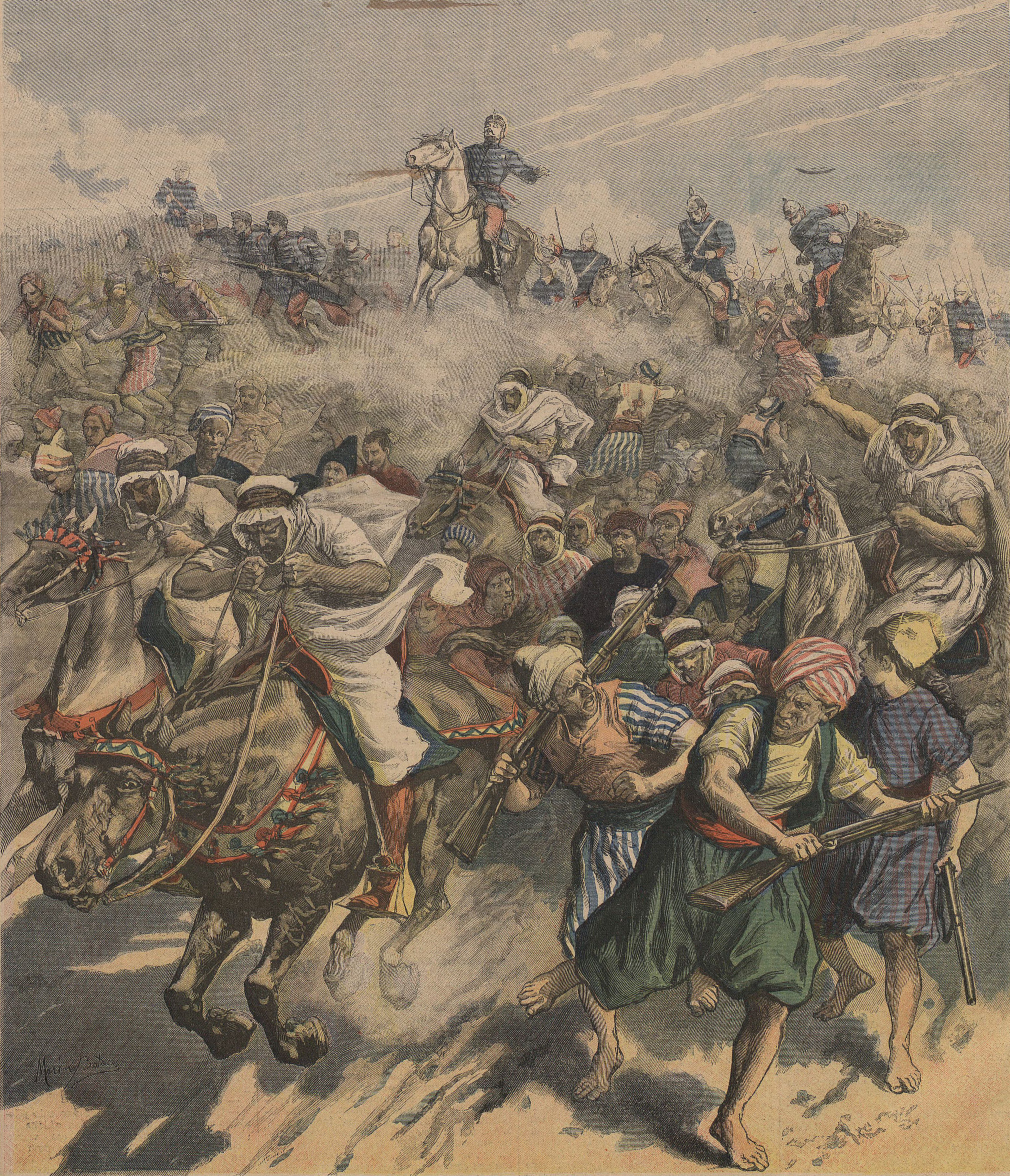
La Guerre au Maroc, Mort du Général Espagnol Margallo, aus Le Petit Journal vom 13. November 1893

Um die Aufständischen von den Arbeiten rund um die beiden Forts Cabrerizas und Rostro Gordo abzulenken, unternahm Margallo am 28. Oktober zusammen mit 2000 Mann einen Ausbruch. Die Anzahl der Aufständischen in den Schützengräben belief sich auf etwa 3000 Kämpfer und im Laufe der Kämpfe konnten weitere 6000 Mann zur Verstärkung herbeigeführt werden. Durch diesen Umstand waren die Aufständischen in der Lage, ihre Linien auszudehnen und die Spanier seitlich zu umfassen. Margallo, der davon ausging, dass das feindliche Zentrum geschwächt sei, ließ seine Truppen genau dort angreifen, wurde jedoch unter erheblichen Verlusten zurückgeschlagen.
Daraufhin befahl Margallo den Rückzug, kurze Zeit später wurde er tödlich getroffen. Die spanische Armee notierte offiziell 70 Gefallene und 122 Verwundete. Die tatsächlichen Verluste müssen allerdings erheblich höher gewesen sein. Nur die schnelle Reaktion von General Ortega, den Rückzug der Truppen zu decken, verhinderte ein Gemetzel. Unter den Überlebenden befand sich ein junger Leutnant namens Miguel Primo de Rivera, der spätere General und Diktator.
Die Nachrichten der Katastrophe, in Zusammenspiel mit einem harschen Telegramm Ortegas, überzeugten das Kabinett schließlich, zusätzlich drei Regimenter Kavallerie und vier Bataillone Infanterie zu schicken.
Am 29. Oktober griff Ortega mit 3000 Mann von Fort Cabrerizas aus die Gräben der Aufständischen an und vertrieb sie aus ihren Stellungen.

## Belagerung
Anfang November verschlechterte sich die Lage immer weiter. Eine große Anzahl Aufständische besetzte die Strände und verhinderte das Ausladen von Pferden, Truppen und Versorgungsgütern. Die Aufständischen bauten das Grabensystem um die Stadt aus, errichteten befestigte Lager, blockierten jegliche Kommunikation der Zitadelle mit dem Fort und zerstörten die Straßen zwischen den Festungen. Nur durch Ausbrüche nach Sonnenuntergang konnten sich die Besatzungen der Forts mit Wasser, Nahrung und Munition versorgen.
Die Spanier begannen in nächtlichen Aktionen, Gruppen von Kriminellen und Sträflingen unter der Führung eines Offiziers in die Linien der Feinde einsickern zu lassen und Patrouillen der Aufständischen zu überfallen. 
Während des ganzen Monats November wurden die Verteidigungsanlagen weiter ausgebaut. Die Spanier verloren in dieser Zeit 12 Offiziere und 100 Mann. Die Aufständischen beklagten etwa 500 Tote, hauptsächlich durch Artilleriebeschuss.

## Rettung und Frieden
Mit dem Eintreffen der Panzerkreuzer Alfonso XII und Isla de Luzon wendete sich jedoch das Blatt. Die Spanier konnten nun ihre überlegene Feuerkraft einsetzen und begannen von den Schiffen aus ein andauerndes Bombardement der Küste. Um auch während der Nacht feuern zu können, kamen erstmals Suchscheinwerfer zum Einsatz.
General Manuel Macías Casado, der Nachfolger General Margallos, erhielt Mitte des Monats genug Verstärkung, um die Aufständischen zurückzudrängen und die äußeren Verteidigungsanlagen wieder aufzubauen.  
Am 27. November traf General Arsenio Martínez-Campos mit 7000 Mann Verstärkung in Melilla ein. Im April 1894 wurde Martínez de Campos zusätzlich zu seinem militärischen Grad zum Botschafter Spaniens in Marokko ernannt und handelte mit dem Sultan einen Friedensvertrag aus.
Nach dem Krieg erhielt Melilla seine eigene Abteilung innerhalb der Guardia Civil, der Gendarmerie Spaniens.